# K-8 (苏联潜艇)
-8号核动力攻击潜艇是苏维埃社会主义共和国联盟红海军N级核潜艇的3号舰，该艇因为是现今公开资料中第一艘沉没的苏联核潜艇而闻名于世。

## 建造与服役
-8号潜艇于1957年9月9日在北德文斯克造船厂开始建造，1959年5月31日完成舰艇基本建造任务并下水进行系泊试验。该年12月31日正式宣布完成建造并继续系泊试验。1960年8月31日正式移交海军服役，归入苏联北方舰队。

## 反应堆事故
1963年10月13日，K-8号潜艇进行例行航行训练中，轮机系统突然发生故障。由于第一回路补偿器使用的氦气与第一回路的冷却水混合向核反应堆舱和轮机舱泄露造成潜艇受到核污染。反应堆温度急速上升。幸亏反应堆控制棒及时自动插入最后避免了反应堆爆炸以及核燃料更严重渗漏。这次反应堆事故当时由苏联政府公开于世，成为第一个被公开的核潜艇事故。但这次事故同时也造成了当时当班的118名艇员全都受到或多或少的核辐射疾病。其中严重的13名艇员中数人在事发后的一年内死亡，其余人也患上癌症。

## “海洋70”演习及沉没
（本节涉及所有精确时间为莫斯科时间）
1970年4月，苏联北方舰队，太平洋舰队，波罗的海舰队，黑海舰队在比斯开湾举行“海洋70”联合演习。4月8日下午，K-8号艇第7舱因有机物落在没有密封好的电路上引起火花从而造成整个舱室起火。而有机物搭通的两极电线造成电路短路，使得3舱内声纳跟之起火。两舱室的大火造成全艇烟雾弥散。由于事故自动安全系统受到火灾感应而自动停堆。全艇官兵立即对两舱进行扑救。不幸的是由于灭火器缺乏等原因，直到4月9日凌晨大火仍未控制。大火造成烟雾弥漫，而且大量一氧化碳充斥全艇，4月9日上午艇长下令上浮至水面继续扑火。更为不幸的是，直到4月10日，大火仍未扑灭。舰长下令若干名党员继续扑火，其他艇员在甲板等待救援。
4月10日12时40分，苏联海军总司令部接到保加利亚海军部的通报，一艘保加利亚籍轮船发现一艘苏联籍潜艇出现事故漂在海面。苏联红海军总部立即派出北方舰队的救援船以及出动空军的图-95飞机参与营救。随后图-95发现了潜艇并将潜艇坐标通报该海域的苏联和保加利亚渔船以及其他民用轮船，17时30分许，保加利亚籍民用轮船“阿维奥尔”号靠近K-8艇准备实施营救，43名年轻艇员和在2天在灭火前线的艇员撤离潜艇，但这时潜艇由于耐压艇体受到高温造成艇内渗水开始倾斜。随后K-8艇被告知准备进行潜艇拖带，用其他船只拖带K-8艇回港。4月11日清晨，拖带作业用的“立陶宛共青团员”号进入位置，开始拖带作业。由于海浪很大，很多次抛射脱钩均失败，后拖带缆挂住潜艇后立即开始拖带，但刚1分钟拖带缆就崩裂。巨浪把携带拖钩的小汽艇几乎冲走，于是拖拽作业不得不停滞，后接到天气预报该海域即将发生暴风雨，拖带作业宣告失败停止。11日晚，又有一艘营救船靠近潜艇并营救了包括副总队长卡西尔斯基等23名船员。与此同时，艇长和政委开始销毁所有密码和机密文件。4月12日凌晨，第三艘营救船“卡里同·拉普捷夫”号水文调查船向K-8号靠拢，但由于苏联的水文调查船与美国侦察船在外形上很相似造成当时已经劳累的艇员们以为营救船是美国船而拒绝让他们施救，而且暴风雨造成营救船如果不立即离开就会与潜艇相撞。后来营救船被迫离开。当日4点，艇长向海军总参谋长报告已有30名艇员阵亡，潜艇正在迅速失去浮力。后“立陶宛共青团员”号，“卡里同·拉普捷夫”号，“卡西莫夫”号将K-8艇围了起来。
4月12日6时13分，K-8艇在“卡西莫夫” 号上的雷达显示K-8艇的雷达信号消失，6时18分船上所有人都听到两声水压撞击声。艇员散落在被包围的水域之中。营救时发现了艇长，但一个大浪将艇长淹没，营救人员仅仅钩住了潜艇战斗日记，记述以上所有细节。8时35分，牺牲人员名单通报给莫斯科。
在营救期间美国的猎户座飞机和英国的西尔顿飞机也在该空域监视侦察。苏联海军还在该海域发现了一个不明潜艇，这艘潜艇被苏联海空军驱赶了2个多小时。
这个事件一直被冷战双方不约而同地保密。直到1991年苏联解体之后才公开。而潜艇在事故之后也没有被打捞，现今仍在4125米的深海之中，值得注意的是，潜艇直到现在还有包括2枚核子鱼雷的10枚鱼雷和包括艇长和第一副艇长在内56名艇员一起葬身深海。